# MATERIAL SLAVE
『MATERIAL SLAVE』（マテリアル・スレイヴ）はJASON ZODIACの2枚目のミニ・アルバム。

## 内容
インディーズミニアルバム第2弾は綿貫正顕が全曲のギター・作曲・編曲を担当した。

## 収録曲
1. RED
2. PINBALL
3. NEW THERAPY!?
4. F.S.W?
5. Desperate Destination 〜絶望的な行方〜
6. TOO LATE TO KNOW THE REALITY

作詞：近藤尚昭　作曲・編曲：綿貫正顕(#ALL)

## 参加ミュージシャン
- 綿貫正顕 - ギター(#ALL)、コーラス(#4)
- 亀井俊和 - ドラム(#ALL)、コーラス(#4)
- 大藪拓 - シンセサイザー(#5, 6)